# Nemanja Ljubisavljević
Nemanja Ljubisavljević (in serbo Немања Љубисављевић?; Kruševac, 26 novembre 1996) è un calciatore serbo, difensore dell'Ironi K. Shmona.

## Carriera
Il 24 gennaio 2020 viene acquistato a titolo definitivo dalla squadra lituana dello Žalgiris.

## Statistiche

### Presenze e reti nei club
Statistiche aggiornate al 5 agosto 2021.
| Stagione        | Squadra         | Campionato      | Campionato | Campionato | Coppe nazionali | Coppe nazionali | Coppe nazionali | Coppe continentali | Coppe continentali | Coppe continentali | Altre coppe | Altre coppe | Altre coppe | Totale | Totale |
| Stagione        | Squadra         | Comp            | Pres       | Reti       | Comp            | Pres            | Reti            | Comp               | Pres               | Reti               | Comp        | Pres        | Reti        | Pres   | Reti   |
| --------------- | --------------- | --------------- | ---------- | ---------- | --------------- | --------------- | --------------- | ------------------ | ------------------ | ------------------ | ----------- | ----------- | ----------- | ------ | ------ |
| 2020            | Žalgiris        | A               | 19         | 0          | CL              | 3               | 0               | UEL                | 2                  | 0                  | SL          | 1           | 0           | 25     | 0      |
| 2021            | Žalgiris        | A               | 15         | 1          | CL              | 1               | 0               | UCL+UEL            | 4+1                | 0+0                | SL          | 1           | 0           | 22     | 1      |
| Totale carriera | Totale carriera | Totale carriera | 34         | 1          |                 | 4               | 0               |                    | 7                  | 0                  |             | 2           | 0           | 47     | 1      |

## Palmarès

### Club

#### Competizioni nazionali
- Druga hrvatska nogometna liga: 1

HNK Gorica: 2017-2018
- Supercoppa di Lituania: 1

Žalgiris: 2020
- Campionato lituano: 3

Žalgiris: 2020, 2021, 2022
- Coppa di Lituania: 2

Žalgiris: 2021, 2022